# 邵循正
邵循正（1909年11月21日—1973年4月27日），字心恒，福建福州人，歷史學家，專治近代史與蒙元史。

## 生平
1909年11月21日，邵循正生於福建侯官。祖父邵積誠，同治七年進士，與張人駿、陳寶琛等人同組清流派，做過御史、貴州布政使。父親邵叔煥是福州氣象台的職員。4歲發蒙，由祖母教讀四書，學做對子和認字。10歲，始讀私塾，翁獨健是他的家庭教師。
1924年，與二弟邵循恪考入福州鶴齡英華中學，1926年，又同入福建協和大學。初夏，同赴上海應清華招考，考入北平清华大学政治学系。在京報做社論賺取生活開銷。1930年，畢業後昇入清华研究院史學部，專攻近代史，師事蔣廷黻，同學有王信忠、朱清永、张德昌、吴晗、张荫麟。其中尤與吳晗私交甚篤。1933年，以中法越南關係為題寫作畢業論文。1934年初，經陳寅恪、蔣廷黻推薦赴欧洲留学，入巴黎法兰西学院东方语言学院师从汉学家伯希和，結識同樣研究蒙古史的韩儒林，另同王靜如、于道泉、王重民等人交遊。1935年秋，赴德国柏林大学訪學研究。1936年夏，由法回国，被聘为清华大学历史学系讲师。1937年4月，與鄭遜結婚。七七事變後，随校南遷赴长沙临时大学、昆明西南联合大学任歷史系副教授。與王憲鈞、徐寶騄、龔祥瑞、吳晗幾家人常常來往。
1945年秋应英国文化委员会之聘，与陈寅恪、洪谦、孙毓棠、沈有鼎赴英，在牛津大学做访问學者。并到比利时布鲁塞尔自由大学和鲁汶大学做短期讲学。1946年冬归国，回清华大学任教。1950年，任清华大学历史学系主任。1951年，知識分子改造運動時，到蘇北參加土地改革。1952年院系调整後任北京大学历史系教授、中国近代史教研室主任，兼任中国科学院第三历史研究所研究员，1952年至1958年任该所史料编辑室主任。1966年秋，文化大革命開始後被送到昌平監督勞動，後因為病重返回北京治病。1967年6月開始，與鄧廣銘、陰法魯到中華書局點校二十四史。1973年4月27日，病危逝世。